# Escouloubre
Escouloubre là một xã của Pháp, nằm ở tỉnh Aude trong vùng Occitanie.
Người dân địa phương trong tiếng Pháp gọi là Escouloubrais.

## Hành chính
| Danh sách các xã trưởng                |           |                          |      |         |
| Giai đoạn                              | Giai đoạn | Tên                      | Đảng | Tư cách |
| tháng 3 năm 1995                       | 2014      | Jacques Petit            |      |         |
| 1989                                   | 1995      | Jean Bonneric            |      |         |
| 1977                                   | 1989      | Achille Vidal            |      |         |
| 1971                                   | 1977      | Marcel Bonneric dit Toto |      |         |
|                                        |           | Elie Paychenq            |      |         |
| Tất cả các dữ liệu trước đây không rõ. |           |                          |      |         |

## Thông tin nhân khẩu
| Năm | 1962 | 1968 | 1975 | 1982 | 1990 | 1999 |
| --- | ---- | ---- | ---- | ---- | ---- | ---- |
| Dân số | 181  | 137  | 85   | 86   | 114  | 90   |
| From the year 1968 on: No double counting—residents of multiple communes (e.g. students and military personnel) are counted only once. |      |      |      |      |      |      |